# سرآب موغرم (مقاطعة تشرام)
سرآب موغرم (بالفارسية: سرآب موگرم) هي قرية تقع في قسم الغتشين الريفي (مقاطعة تشرام) في إيران. يقدر عدد سكانها بـ 110 نسمة بحسب إحصاء 2016.